# Visconde de Chanceleiros
Visconde de Chanceleiros é um título nobiliárquico criado pelo Rei D. Luís I de Portugal, por Decreto de 13 de Setembro de 1865, em favor de Sebastião José de Carvalho.
Titulares
1. Sebastião José de Carvalho, 1.º Visconde de Chanceleiros.